# Ройт (Рейнланд-Пфальц)
Ройт (нім. Reuth) — громада в Німеччині, розташована в землі Рейнланд-Пфальц. Входить до складу району Вульканайфель. Складова частина об'єднання громад Обере-Киль.
Площа — 7,15 км2. Населення становить 164 ос. (станом на 31 грудня 2020).